# Referendum istituzionale in Grecia del 1935
Il referendum istituzionale in Grecia del 1935 si tenne il 3 novembre e prevedette la restaurazione del Regno di Grecia.
La consultazione si concluse con l'approvazione della proposta con il 97.9% dei voti. Re Giorgio II tornò dall'esilio e venne restaurato sul trono il 30 novembre 1935, terminandosi così l'esperienza della Seconda Repubblica ellenica.
Il plebiscito fu caratterizzato da brogli, intimidazioni e irregolarità, con seri dubbi sulla legittimità della consultazione già espressi dagli osservatori dell'epoca. Tolta l'implausibilità del numero così elevato di "Sì", il voto venne tenuto in totale assenza di segretezza. Infatti, gli elettori per votare dovevano inserire un pezzo di carta blu nell'urna elettorale nel caso in cui fossero stati favorevoli al ritorno del re e un pezzo di carta rosso se avessero voluto mantenere la repubblica. Chiunque votò a favore della repubblica rischiò di essere percosso.

## Risultati
| Scelte                    | Voti      | %    |
| ------------------------- | --------- | ---- |
| Monarchia                 | 1.491.992 | 97,2 |
| Repubblica                | 32.454    | 2,1  |
| Non validi/schede bianche | 3.268     | 0,7  |
| Totale                    | 1.527.714 | 100  |